# نیکولا کویو
نیکولا کویو (انگلیسی: Nikola Kojo؛ زادهٔ ۵ سپتامبر ۱۹۶۷) یک هنرپیشه اهل صربستان است.
از فیلم‌ها یا برنامه‌های تلویزیونی که وی در آن نقش داشته است می‌توان به زندگی یک معجزه است اشاره کرد.